# クリスティアン・リベロ
クリスティアン・リベロ・サバテル（Cristian Rivero Sabater, 1998年3月21日 - ）は、スペイン・バレンシア州バレンシア県ガンディア出身のサッカー選手。ポジションはGK。

## クラブ経歴
10歳の時の地元のバレンシアCFのカンテラに入所。2013年にバレンシア州のU-16選抜チームに選出されるなど台頭。2017年夏の傘下のバレンシアCF・メスタージャに昇格し、11月に2020年までの契約に合意。以降はBチームの正GKに定着。2018-19シーズン以以降はトップチームのメンバーにも招集。2019年10月には、ヤスパー・シレッセンが体調不良を起こし、試合出場の可能性が報じられたが、結局は実現せず。12月には2022年までの契約に合意。2020年9月にトップチーム昇格が発表された。しかし出場機会に恵まれず、2021-22シーズン以降はギオルギ・ママルダシュヴィリの加入もあり、ベンチ外の状態が続いた。
2022年1月13日、FCダラスに2023年までのローン移籍が一度発表されたものの、その後破談となり、31日にADアルコルコンへのローン移籍が改めて決まった。

## 人物
- 2020年10月、マキシ・ゴメス、ウーゴ・ギジャモン、李康仁らと共に、人種差別反対キャンペーンに賛同したことが、韓国のメディアで紹介されたことが話題となった[3]。